# Hexoplon affine
Hexoplon affine là một loài bọ cánh cứng trong họ Cerambycidae.